# Pré-amplificador

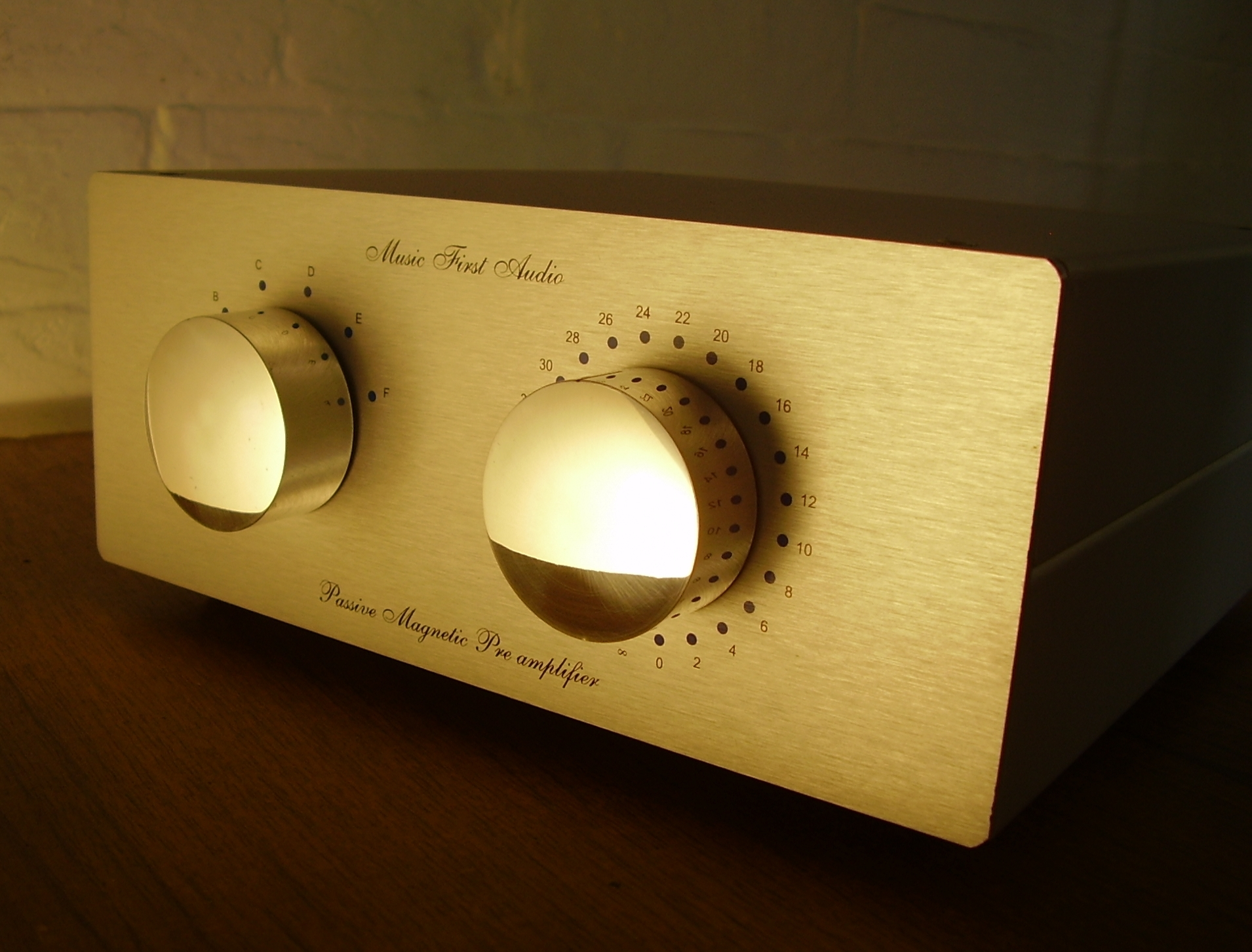
Um exemplo típico de um pré-amplificador estéreo de alta qualidade

Pré-amplificador é um tipo de amplificador no qual os sinais de áudio recebidos da fonte (como toca-discos e leitor de CD) são amplificados antes de serem transferidos para o amplificador de potência. Em termos gerais, um meio de potenciômetro possui um mecanismo pelo qual o controle de volume é feito e qual fonte para enviar o sinal para o amplificador de potência é selecionada.